# Nawalparasi (district)

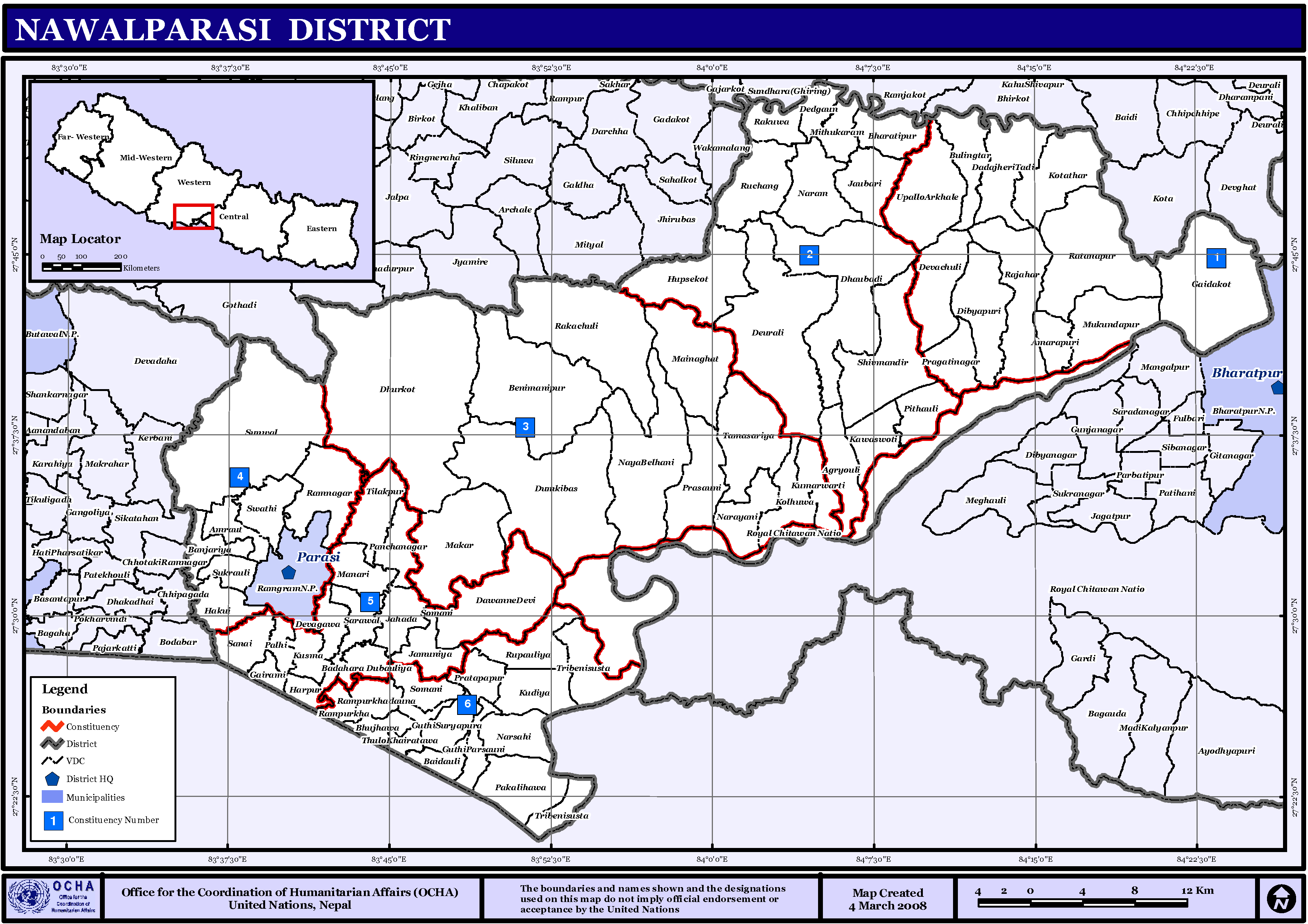
Kaart van Nawalparasi

Nawalparasi (Nepalees: नवलपरासी) is een van de 75 districten van Nepal. Het district is gelegen in de bestuurlijke zone Lumbini en de hoofdstad is Ramgram, vroeger Parasi genaamd.

## Stedenendorpscommissies[2][3]
- Stad: Nepalees: nagarpalika of N.P.; Engels: municipality;
- Dorpscommissie: Nepalees: panchayat; Engels: village development committee of VDC.

- Steden (1): Ramgram (vroeger: Parasi).
- Dorpscommissies (73): Agryouli, Amarapuri, Amraut, Badahara Dubauliya, Baidauli, Banjariya, Benimanipur, Bharatipur, Bhujhawa (of: Bhujahawa), Bulingtar, Dadajheri Tadi, Dawanne Devi, Dedgaun, Deurali, Devachuli, Devagawa, Dhaubadi, Dhurkot, Dibyapuri, Dumkibas, Gaidakot, Gairami, Guthiparsauni (of: Guthi Parsauni), Guthisuryapura, Hakui, Harpur, Hupsekot, Jahada, Jamuniya, Jaubari, Kawasoti (of: Kawaswoti), Kolhuwa, Kotathar, Kudiya, Kumarwati (of: Kumarwarti), Kusma, Mainaghat, Makar, Manari, Mithukaram, Mukundapur, Naram, Narayani, Narsahi, Naya Belhani, Pakalihawa, Palhi, Panchanagar, Parsauni, Pithauli, Pragatinagar, Pratappur, Rajahar, Rakachuli, Rakuwa, Ramnagar, Rampur Khadauna, Rampurkha, Ratanapur, Ruchang, Rupauliya, Sanai, Sarawal, Shivmandir, Somani, Sukrauli, Sunwal, Swathi, Tamasariya, Thulo Khairatawa, Tilapur (of: Tilakpur), Tribenisusta, Upallo Arkhale.

Achham · 
Arghakhanchi · 
Baglung · 
Baitadi · 
Bajhang · 
Bajura · 
Banke · 
Bara · 
Bardiya · 
Bhaktapur · 
Bhojpur · 
Chitwan · 
Dadeldhura · 
Dailekh · 
Dang · 
Darchula · 
Dhading · 
Dhankuta · 
Dhanusa · 
Dolkha · 
Dolpa · 
Doti · 
Gorkha · 
Gulmi · 
Humla · 
Ilam · 
Jajarkot · 
Jhapa · 
Jumla · 
Kailali · 
Kalikot · 
Kanchanpur · 
Kapilvastu · 
Kaski · 
Kathmandu · 
Kavrepalanchok · 
Khotang · 
Lalitpur · 
Lamjung · 
Mahottari · 
Makwanpur · 
Manang · 
Morang · 
Mugu · 
Mustang · 
Myagdi · 
Nawalparasi · 
Nuwakot · 
Okhaldhunga · 
Palpa · 
Panchthar · 
Parbat · 
Parsa · 
Pyuthan · 
Ramechhap · 
Rasuwa · 
Rautahat · 
Rolpa · 
Rukum · 
Rupandehi · 
Salyan · 
Sankhuwasabha · 
Saptari · 
Sarlahi · 
Sindhuli · 
Sindhulpalchok · 
Siraha · 
Solukhumbu · 
Sunsari · 
Surkhet · 
Syangja · 
Tanahu · 
Taplejung · 
Terhathum · 
Udayapur